# Bandera de Romania
La bandera de Romania és una bandera tricolor composta per tres franges verticals d'igual amplària, sent blava la més propera al pal, groga la central i vermella la més allunyada. Tot i que l'ús d'aquests colors és anterior, van començar a ser utilitzats com emblema del moviment nacional romanès des de l'any 1834. La disposició actual es remunta a 1867 tot i que des de llavors s'han introduït algunes modificacions: L'any 1947 es va eliminar l'escut amb les armes reials per a substituir-lo pel de la República Popular de Romania i que l'any 1965 es va transformar en República Socialista. El 27 de desembre de 1989 l'escut del període comunista va ser retirat i el 10 de setembre de 1992 es va introduir l'escut actual. El 26 de juny se celebra el dia de la bandera (Ziua Tricolorului en romanès) que és una de les festes nacionals de Romania.

## Construcció i dimensions

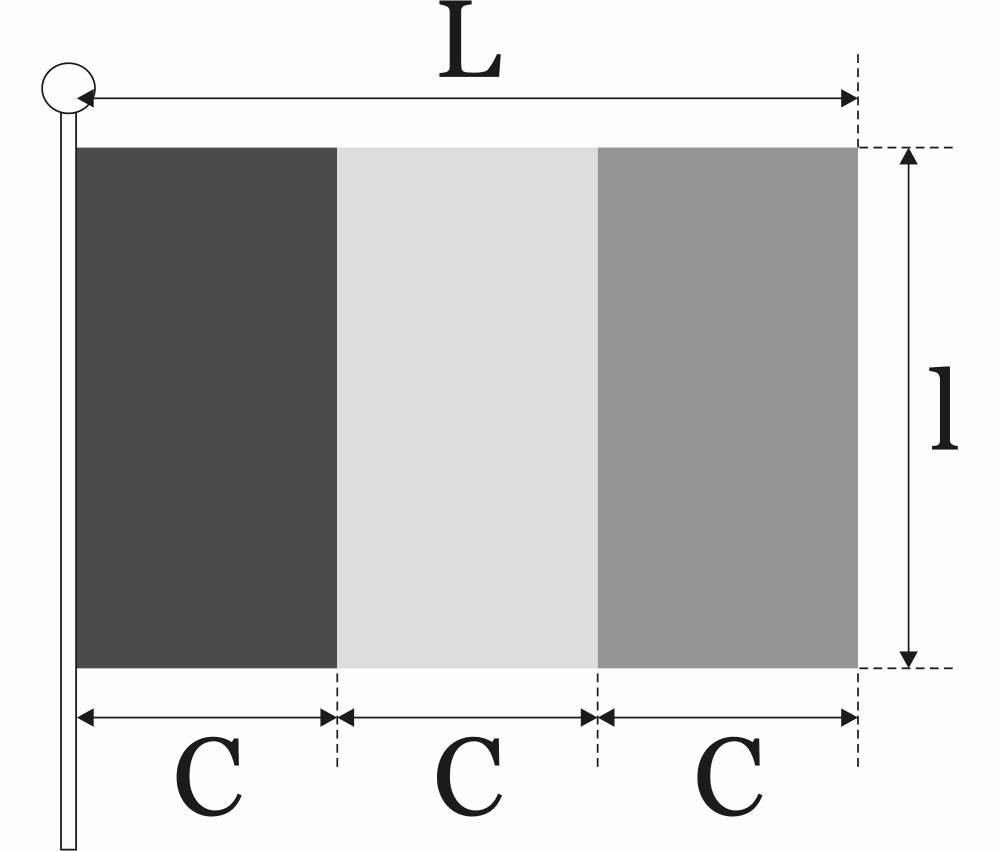
Plantilla de construcció de la bandera, l = 2⁄3 L; C = 1⁄3 L.

### Colors
La Llei núm. 75/1994, aprovada el setembre de 1995, especifica que les franges de la bandera nacional són blau cobalt, groc cromat i vermell vermió, però no entra en més detalls. La publicació Album des pavillons nationaux et des marques distinctives suggereix els següents equivalents al model de color Pantone:
| Model de color | Blau Cobalt | Groc Cromat  | Vermell Vermió |
| -------------- | ----------- | ------------ | -------------- |
| Pantone        | 280C        | 116C         | 186C           |
| CMYK           | 99-86-1-0   | 2-18-95-0    | 4-99-94-0      |
| RGB            | 0, 43, 127  | 255, 209, 22 | 206, 17, 38    |
| HTML           | #002B7F     | #FCD116      | #CE1126        |

## Banderes històriques
L'anterior bandera nacional de Romania, quan era una República socialista (1947-1989), tenia l'escut nacional en el centre de la franja groga. Durant la Revolució Romanesa de 1989 es van poder veure moltes banderes amb l'escut retallat. El nou govern post-comunista va decidir no afegir cap escut a la bandera quedant igual que l'ensenya civil durant el Regne de Romania (1881-1947).

Regne de Romania (1867-1947)
República Popular de Romania (gener-març de 1948). Mai va ser utilitzada.
República Popular de Romania (1948-1952)
República Popular de Romania (1952-1965)
República Socialista de Romania (1965-1989)
Bandera de la Revolució de 1989.

## Banderes similars
La bandera de Romania és molt semblant a la de bandera de la República de Moldàvia, amb qui comparteix llaços històrics i culturals. També és idèntica a la bandera d'Andorra o a la del bandera del Txad, encara que no tenen cap relació.

Bandera d'Andorra
Bandera de Moldàvia
Bandera del Txad